# Richard Hunter (Fußballspieler)
Richard Hunter (Lebensdaten unbekannt) war ein schottischer Fußballspieler.

## Karriere
Richard Hunter spielte in seiner Fußballkarriere mindestens in der Saison 1891/92 für den FC Dumbarton. Die Saison schloss er mit seinem Team als Schottischer Meister ab.